# Strada facendo (album Claudio Baglioni)
Strada facendo è il nono album in studio del cantautore italiano Claudio Baglioni, pubblicato nel 1981.
L'album incrocia sonorità rock con altre di stampo synth pop ed è stato realizzato dall'artista nel Regno Unito in collaborazione con l'arrangiatore Geoff Westley. Dei dodici brani contenuti, quattro sono intermezzi eseguiti da Baglioni solo con voce e chitarra e formano una sorta di biografia cantata in versi. Nel libretto viene inoltre recato come sottotitolo canzoni e una piccola storia che continua.
Il concetto del disco è quello della strada, del parallelismo tra l'io e gli altri, tra gli intermezzi intimi del cantautore e le canzoni che raccontano di esperienze di vita comuni a tutti.
Strada facendo riscuote un ottimo successo, rimanendo per sedici settimane consecutive primo in classifica e trentasette in top ten. Il disco, con il suo concept studiato e con la title track che fa da tormentone estivo a quell'estate gli consente di vincere il premio come Miglior cantante dell’anno a Vota la Voce ed il premio come Miglior cantautore assegnato dall’Associazione Critici Discografici. Ad oggi è uno degli album più venduti di sempre in Italia con circa 1,8 milioni di copie.

## Descrizione
Strada facendo è un concept dalla doppia lettura: un racconto da un punto di vista autobiografico molto intenso (i vari “pezzi” di ’51 Montesacro), ma al contempo un racconto di un ricco campionario di umanità; dall'esperienze di vita e di sensazioni come le movimentate Via e Notti, la poetica Fotografie fino alla ballata rock di Ora che ho te, ai temi universali come la sensibile I vecchi e la controversa Ragazze dell'est dove Baglioni si affaccia anche su un contesto sociologico e culturale. La dicotomia tra  io e altri è saldata dalla title track, che in realtà è il tema di fondo del concept: ogni uomo è un io che si trova sempre in mezzo agli altri uomini.

## Tracce
Testi e musiche di Claudio Baglioni.
Lato A
1. 1
2. Via
3. I vecchi
4. 2
5. Notti
6. Ragazze dell'Est

Lato B
1. Strada facendo
2. 3
3. Fotografie
4. Ora che ho te
5. 4
6. Buona fortuna

## Formazione
Musicisti
- Claudio Baglioni – voce, chitarra (tracce 1, 4, 8 e 11)
- Stuart Elliott – batteria (eccetto tracce 7 e 10)
- Andy Brown – basso
- Phil Palmer – chitarra elettrica (tracce 7 e 10) ed acustica (traccia 9)
- Geoff Westley – arrangiamento, pianoforte, cori, sintetizzatore, organo, composizione e direzione strumenti ad arco (I vecchi e Fotografie)
- Frank Ricotti – percussioni (traccia 2)
- Paul Keogh – chitarra (traccia 3), chitarra acustica (traccia 7)
- Ray Russell – chitarra (traccia 5)
- Peter Van Hooke – batteria (tracce 7 e 10)
- Paola Massari – cori (traccia 7)

Produzione
- Collaboratori alle registrazioni: Marsil Duncklau, Geoff Calver, Steve Prestage, Steve Tayler, Chris Dibble
- Fotografo: David Bailey

## Edizione 30º Anniversario
Nel 2011 in occasione del trentesimo anniversario dell'uscita dell'album l'artista ha pubblicato un cofanetto in edizione speciale composto da 3 dischi con registrazioni dal vivo e inediti.
Tracce bonus nell'edizione 30º anniversario (2011)
- CD 2

1. '51 Montesacro
2. Via (Live 2003)
3. I vecchi (Assolo Live Version - Edit)
4. Notti (Alé-oó Live Version - Edit)
5. Ragazze dell'Est (Sogno Live Version)
6. Strada facendo (Assieme Live Version)
7. Fotografie (Attori e spettatori Live Version)
8. Ora che ho te (Live da Tour Incanto)
9. Buona fortuna (Live 2007)

- CD 3

1. Via (Live da Raduno Clab Firenze)
2. I vecchi (Live da Raduno Clab Stadio del Tennis Roma)
3. Notti (Live Cercando Tour)
4. Ragazze dell'Est (Live da Tour Incanto)
5. Strada facendo (Live da Raduno Clab Firenze)
6. Fotografie (Live tratto da Solo chitarre)
7. Ora che ho te (Live da Raduno Clab Stadio della Pallacorda Roma)
8. Buona fortuna (Live da Tour Incanto)
9. Avrai
10. Intermezzo n. 5
11. Avrai (Instrumental)

Il 17 e il 18 settembre 2022 furono realizzati due concerti speciali alla Reggia di Caserta in occasione del Festival Un'estate da re, in cui, con l’orchestra filarmonica di Salerno diretta da Westley, venne eseguito per la prima volta in chiave sinfonica tutto l’album in ordine di tracce.

## Classifiche

### Classifiche settimanali
| Classifica (1981) | Posizione massima |
| ----------------- | ----------------- |
| Italia            | 1                 |

### Classifiche di fine anno
| Classifica (1981) | Posizione |
| ----------------- | --------- |
| Italia            | 2         |